# 아르키메데스 갈고리

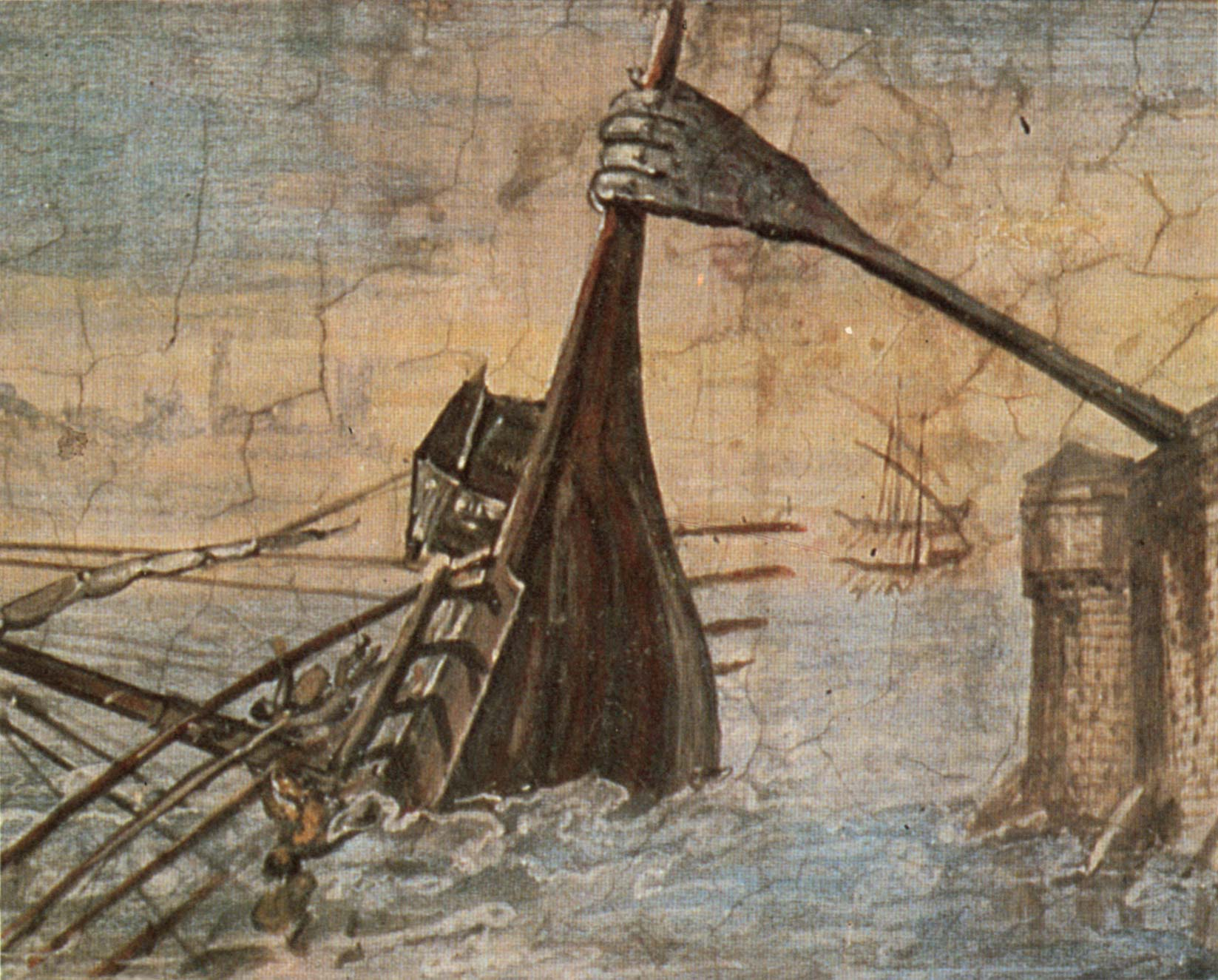
아르키메데스 갈고리

아르키메데스 갈고리(그리스어: Ἁρπάγη, harpágē)는 고대 그리스의 시라쿠사에 살았던 아르키메데스가 고안한 방어용 무기이다. 해안에 인접한 도시의 성벽을 향해 상륙작전을 감행하는 적군의 전함을 침몰시키기 위해 고안되었다. 자세한 구조는 알려져 있지 않으나 다가오는 배를 향해 갈고리를 던져 건 다음 지레를 이용하여 배를 전복시켰다고 한다.

## 역사
기원전 214년 제2차 포에니 전쟁이 일어나자 로마 공화정은 마르쿠스 클라우디우스 마르켈루스의 지휘아래 카르타고의 동맹이었던 시라쿠사를 공격하였다. 이렇게 하여 일어난 시라쿠사 공방전에서 헬레니즘 시대 전함의 일종인 퀸케레메 120척을 앞세운 로마 군대는 시라쿠사에 상륙하고자 하였으나 아르키메데스의 갈고리 때문에 고전하였다. 간신히 상륙에 성공한 부대 역시 아르키메데스의 또다른 발명품인 거리가 조절되는 투석기에 밀려 후퇴하고 말았다. 마르켈루스는 패배에 대한 책임을 모면하고자 참모들과 회의한 후 사전에 예정하였던 집결지로 후퇴하였다고 보고하였다.

## 구조

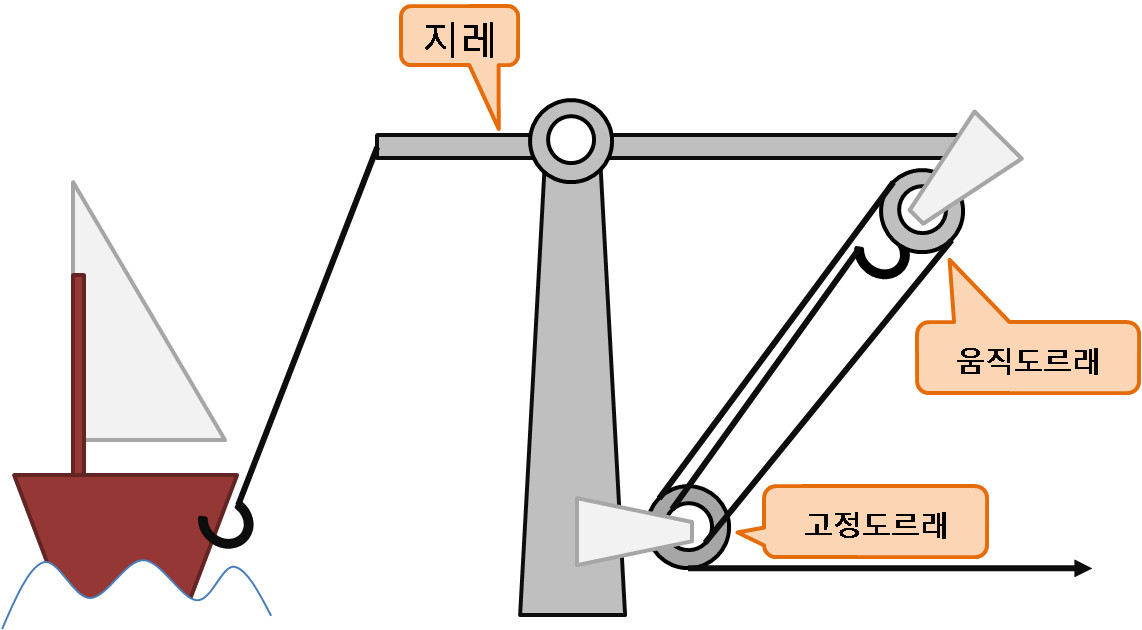
아르키메데스 갈고리의 추정 모형

아르키메데스 갈고리의 실제 모습은 전하는 바가 없으나 지레와 도르래를 복합하여 만든 기중기일 것이라 추정되고 있다. 이러한 단순 기계를 조합한 도구라면, 그 모습은 오른쪽 그림과 같이 1차 지레와 복합 도르래를 연결하여 보다 적은 힘으로 배를 잡아당길 수 있는 구조였다고 생각된다.
시라쿠사 공방전에서 시라쿠사의 병사들은 로마 전함에 갈고리를 던져 매단 후 전함이 수면 위까지 들려 올라오면 도르래 줄을 놓아버려 전함을 침몰시켰다고 한다.

## 같이 보기
- 분류:고대의 무기